# Hartmut Losch
Hartmut Losch (República Democrática Alemana, 11 de septiembre de 1943-16 de marzo de 1997) fue un atleta alemán especializado en la prueba de lanzamiento de disco, en la que consiguió ser campeón europeo en 1969.

## Carrera deportiva
En el Campeonato Europeo de Atletismo de 1969 ganó la medalla de oro en el lanzamiento de disco, llegando hasta los 61.82 metros que fue récord de los campeonatos, superando al sueco Ricky Bruch (plata con 61.08 m) y al también alemán Lothar Milde (bronce con 59.34 metros).